# Patrice Poujade
Patrice Poujade (en occitan : Patrici Pojada), né le  5 novembre 1965 à Pamiers, est un historien, linguiste et chercheur français de langues française et occitane. 

## Biographie
Spécialiste des relations occitano-catalanes et des migrations occitanes, il est professeur d'histoire à l'Université Toulouse - Jean Jaurès. Il est de même membre du conseil linguistique du Congrès permanent de la lenga occitana, de l'Institut d'Estudis Araneses-Acadèmia Aranesa de la Lenga Occitana et fut président du Grop de Lingüistica Occitana et, dans sa ville natale, de l'Institut d'estudis occitans de Pamiers.

## Œuvres

### Langue
- Los vèrbs conjugats, IEO Arièja, 1993, 1996, 2005
- Diccionari occitan-catalan/català-occità (2005), coécrit avec C. Balaguer

### Histoire
- Une vallée frontière dans le Grand Siècle. Le Val d'Aran entre deux monarchies (1998)
- Identité et solidarités dans les Pyrénées. Essai sur les relations humaines (XVIe – XIXe siècle) (2000)
- Une société marchande. Le commerce et ses acteurs dans les Pyrénées modernes (haut Pays de Foix, vers 1550-1700) (2008)
- Le Voisin et le Migrant. Hommes et circulations dans les Pyrénées modernes (XVIe–XIXesiècle) (2011)
- Viure com a bons veïns. Identitats i solidaritats als Pirineus (segles XVI-XIX) (2017)